# Großer Preis von Österreich 2015
Der Große Preis von Österreich 2015 (offiziell Formula 1 Grosser Preis von Österreich 2015) fand am 21. Juni auf dem Red Bull Ring in Spielberg statt und war das achte Rennen der Formel-1-Weltmeisterschaft 2015.

## Bericht

### Hintergründe
Nach dem Großen Preis von Kanada führte Lewis Hamilton in der Fahrerwertung mit 17 Punkten vor Nico Rosberg und mit 43 Punkten vor Sebastian Vettel. In der Konstrukteurswertung führte Mercedes mit 105 Punkten vor Ferrari und mit 181 Punkten vor Williams.
Beim Großen Preis von Österreich stellte Pirelli den Fahrern die Reifenmischungen P Zero Soft (gelb) und P Zero Supersoft (rot) sowie für Nässe Cinturato Intermediates (grün) und Cinturato Full-Wets (blau) zur Verfügung.
Es gab zwei DRS-Zonen, die im Vergleich zum Vorjahr unverändert blieben. Die erste Zone begann genau 85 Meter nach der Remus, der Messpunkt lag 360 Meter vor dieser Kurve. Die zweite Zone befand sich auf der Start-Ziel-Geraden und begann 110 Meter nach der Red Bull Mobile, gemessen wurde der Abstand zwischen den Fahrzeugen zehn Meter nach der Rindt.
In der Rindt wurde eine Veränderung an der Strecke vorgenommen: Weil die Piloten dort im Vorjahr häufig die Streckenbegrenzung missachteten, wurde ein Streifen Kunstrasen unmittelbar hinter dem Randstein angelegt. Außerdem wurden die Randsteine am Ausgang der Kurven Remus, Schlossgold, Rauch, Würth, Rindt und Red Bull Mobile verlängert.
Pastor Maldonado, Sergio Pérez (jeweils vier), Marcus Ericsson, Vettel (jeweils drei), Jenson Button, Romain Grosjean, Nico Hülkenberg, Roberto Merhi und Max Verstappen (jeweils zwei) gingen mit Strafpunkten ins Rennwochenende.
Mit Rosberg (einmal) trat ein ehemaliger Sieger zu diesem Grand Prix an.
Als Rennkommissare fungierten Paul Gutjahr (CHE), Walter Jobst (AUT), Radovan Novak (CZE) und Danny Sullivan (USA).

### Training
Im ersten freien Training fuhr Rosberg in 1:10,401 Minuten die Bestzeit vor Hamilton und Kimi Räikkönen.
Im zweiten freien Training war Vettel in 1:09,600 Minuten Schnellster vor Rosberg und Räikkönen.
Im dritten freien Training fuhr Vettel in 1:09,994 Minuten erneut die Bestzeit vor Hamilton und Räikkönen.

### Qualifying
Das Qualifying bestand aus drei Teilen mit einer Nettolaufzeit von 45 Minuten. Im ersten Qualifying-Segment (Q1) hatten die Fahrer 18 Minuten Zeit, um sich für das Rennen zu qualifizieren. Alle Fahrer, die im ersten Abschnitt eine Zeit erzielten, die maximal 107 Prozent der schnellsten Rundenzeit betrug, qualifizierten sich für den Grand Prix. Die besten 15 Fahrer erreichten den nächsten Teil. Nachdem zu Beginn des Trainings die Strecke nass war, trocknete sie im Verlauf des Qualifying-Segmentes ab, die Bestzeiten wurden mit Slicks gefahren. Rosberg war Schnellster. Die Manor-Piloten, Räikkönen, Button und Peréz schieden aus.
Der zweite Abschnitt (Q2) dauerte 15 Minuten. Die schnellsten zehn Piloten qualifizierten sich für den dritten Teil des Qualifyings. Rosberg war erneut Schnellster. Fernando Alonso, Daniel Ricciardo, Carlos Sainz jr., Ericsson und Maldonado schafften es nicht in den letzten Teil des Zeitentrainings.
Der finale Abschnitt ging über eine Zeit von zwölf Minuten, in denen die ersten zehn Startpositionen vergeben wurden. Obwohl er sich in seiner letzten schnellen Runde in der Castrol Edge drehte, fuhr Hamilton die Bestzeit. Zweiter war Rosberg, der sich auf seiner letzten schnellen Runde in der Red Bull Mobile verbremste. Vettel erreichte den dritten Platz. Hamilton errang damit seine siebte Pole-Position in diesem Jahr.
Mehrere Fahrer erhielten Startplatzstrafen, da sie in dieser Saison bereits mehr als vier Exemplare der Bestandteile der Motoreneinheit verwendeten. Ricciardo und Daniil Kwjat wurden für die Verwendung des fünften Verbrennungsmotors zehn Startplätze nach hinten versetzt, Alonso für die Verwendung des fünften Exemplars des Verbrennungsmotors, des Turboladers und der MGU-H um 20 Positionen, Button für die Verwendung des fünften Exemplars des Verbrennungsmotors und der MGU-K sowie des sechsten Exemplars von Turbolader und MGU-H gar um 25 Positionen. Da bei Alonso nach dem Qualifying auch noch das Getriebe gewechselt wurde, wurde er um weitere fünf Startplätze rückversetzt. Da die Rückversetzungen von Ricciardo, Alonso und Button nicht vollständig erfolgen konnten, erhielt Ricciardo eine Fünf-Sekunden-Zeitstrafe, die er beim ersten Boxenstopp absitzen musste, Alonso eine Durchfahrtsstrafe und Button eine Zehn-Sekunden-Stop-and-Go-Strafe, die beide Fahrer in den ersten drei Runden des Rennens antreten mussten.

### Rennen
Rosberg startete besser als Hamilton und übernahm vor der ersten Kurve die Führung. Dahinter fuhren Vettel, Felipe Massa, Hülkenberg, Verstappen und Valtteri Bottas. Im hinteren Teil des Feldes gab es in der ersten Runde einen Unfall zwischen Alonso und Räikkönen, als Räikkönen beim Beschleunigen die Kontrolle über seinen Wagen verlor und mit dem neben ihm fahrenden Alonso kollidierte. Dabei wurde der McLaren auf die Fahrzeugnase des Ferrari bugsiert und beide Fahrzeuge rutschten die Streckenbegrenzung entlang. Für beide Piloten war das Rennen beendet, zur Bergung der Fahrzeuge wurde das Safety-Car auf die Strecke geschickt. Kwjat beschädigte sich seine Fahrzeugnase und fuhr am Ende der ersten Runde in die Box, um diese wechseln zu lassen.
Die Strecke wurde am Ende der sechsten Runde wieder freigegeben. Ericsson wurde für einen Frühstart mit einer Durchfahrtstrafe bestraft, außerdem erhielt er zwei Strafpunkte. In Runde 15 ging Bottas an Verstappen vorbei und lag nun auf dem sechsten Rang. In den folgenden Runden setzte er sich von Verstappen ab und holte auf Hülkenberg auf, den er in der 25. Runde überholte. Hülkenberg ging daraufhin als erster Fahrer aus dem vorderen Feld zum Reifenwechsel an die Box. Bottas stoppte eine Runde später und fiel erneut hinter Hülkenberg zurück. Sainz jr. erhielt eine Durchfahrtstrafe, da er das Tempolimit in der Boxengasse überschritten hatte.
Am Ende der 33. Runde kam Rosberg zum Reifenwechsel an die Box, zwei Runden später wechselte auch Hamilton die Reifen, Rosberg ging wieder an ihm vorbei. Hamilton überfuhr die weiße Linie an der Boxenausfahrt und erhielt eine Fünf-Sekunden-Strafe. Bottas überholte unterdessen erneut Hülkenberg. Eine weitere Runde später fuhr Vettel zum Reifenwechsel, dabei konnte das Rad hinten rechts nicht schnell genug gewechselt werden, so dass Vettel rund zehn Sekunden verlor und hinter Massa zurückfiel. Nach den Boxenstopps führte Rosberg vor Hamilton, Massa, Vettel, Bottas, Hülkenberg, Verstappen, Ricciardo, Maldonado und Felipe Nasr.
Grosjean musste das Rennen mit einem Getriebeschaden aufgeben. Sein Teamkollege Maldonado überholte kurz darauf Ricciardo und lag nun auf dem achten Platz.
Vettel verringerte den Rückstand auf Massa, kam aber zunächst nicht in Schlagdistanz. Ricciardo wechselte erneut die Reifen und lag nun außerhalb der Punkteränge. Da er jedoch in der Schlussphase mit der weicheren Reifenmischung unterwegs war, fuhr er deutlich schneller als die vor ihm liegenden Piloten. In der 62. Runde überholte er Nasr und lag nun auf dem zehnten Rang. Vettel hatte den Rückstand auf Massa mittlerweile aufgeholt, der Williams war aber auf den Geraden zu schnell, so dass er keinen ernsthaften Angriff starten konnte. Maldonado versuchte mehrere Runden lang erfolglos, an Verstappen vorbeizukommen. Zwei Runden vor dem Ziel gelang es ihm schließlich, den Toro Rosso-Fahrer zu überholen.
Rosberg gewann das Rennen vor Hamilton und Massa. Es war der dritte Sieg von Rosberg und der fünfte Doppelsieg von Mercedes in dieser Saison. Hamilton führte bei diesem Rennen zum 17. Mal in Folge einen Grand Prix an und egalisierte damit den Rekord von Jackie Stewart. Massa errang seine erste Podestplatzierung seit dem Großen Preis von Abu Dhabi 2014. Die Top 10 komplettierten Vettel, Bottas, Hülkenberg, Maldonado, Verstappen, Pérez und Ricciardo.
In der Fahrer- und der Konstrukteursweltmeisterschaft blieben die ersten drei Positionen unverändert.

## Meldeliste
| Team                          | Nr. | Fahrer           | Chassis                | Motor                       | Reifen |
| ----------------------------- | --- | ---------------- | ---------------------- | --------------------------- | ------ |
| Mercedes AMG Petronas F1 Team | 44  | Lewis Hamilton   | Mercedes F1 W06 Hybrid | Mercedes-Benz PU106B Hybrid | P      |
| Mercedes AMG Petronas F1 Team | 06  | Nico Rosberg     | Mercedes F1 W06 Hybrid | Mercedes-Benz PU106B Hybrid | P      |
| Infiniti Red Bull Racing      | 03  | Daniel Ricciardo | Red Bull RB11          | Renault Energy F1 2015      | P      |
| Infiniti Red Bull Racing      | 26  | Daniil Kwjat     | Red Bull RB11          | Renault Energy F1 2015      | P      |
| Williams Martini Racing       | 19  | Felipe Massa     | Williams FW37          | Mercedes-Benz PU106B Hybrid | P      |
| Williams Martini Racing       | 77  | Valtteri Bottas  | Williams FW37          | Mercedes-Benz PU106B Hybrid | P      |
| Scuderia Ferrari              | 05  | Sebastian Vettel | Ferrari SF15-T         | Ferrari 059/4               | P      |
| Scuderia Ferrari              | 07  | Kimi Räikkönen   | Ferrari SF15-T         | Ferrari 059/4               | P      |
| McLaren Honda                 | 14  | Fernando Alonso  | McLaren MP4-30         | Honda RA615H                | P      |
| McLaren Honda                 | 22  | Jenson Button    | McLaren MP4-30         | Honda RA615H                | P      |
| Sahara Force India F1 Team    | 27  | Nico Hülkenberg  | Force India VJM08      | Mercedes-Benz PU106B Hybrid | P      |
| Sahara Force India F1 Team    | 11  | Sergio Pérez     | Force India VJM08      | Mercedes-Benz PU106B Hybrid | P      |
| Scuderia Toro Rosso           | 33  | Max Verstappen   | Toro Rosso STR10       | Renault Energy F1 2015      | P      |
| Scuderia Toro Rosso           | 55  | Carlos Sainz jr. | Toro Rosso STR10       | Renault Energy F1 2015      | P      |
| Lotus F1 Team                 | 08  | Romain Grosjean  | Lotus E23 Hybrid       | Mercedes-Benz PU106B Hybrid | P      |
| Lotus F1 Team                 | 13  | Pastor Maldonado | Lotus E23 Hybrid       | Mercedes-Benz PU106B Hybrid | P      |
| Lotus F1 Team                 | 30  | Jolyon Palmer    | Lotus E23 Hybrid       | Mercedes-Benz PU106B Hybrid | P      |
| Manor Marussia F1 Team        | 28  | Will Stevens     | Marussia MR03          | Ferrari 059/3               | P      |
| Manor Marussia F1 Team        | 98  | Roberto Merhi    | Marussia MR03          | Ferrari 059/3               | P      |
| Sauber F1 Team                | 09  | Marcus Ericsson  | Sauber C34             | Ferrari 059/4               | P      |
| Sauber F1 Team                | 12  | Felipe Nasr      | Sauber C34             | Ferrari 059/4               | P      |

Anmerkungen
1. 1 2  Der Lotus mit der Startnummer 30 wurde im ersten freien Training für Palmer eingesetzt. Grosjean übernahm das Fahrzeug anschließend für das restliche Rennwochenende mit seiner Startnummer 8.

## Klassifikationen

### Qualifying
| Pos.                                                                      | Fahrer           | Konstrukteur         | Q1       | Q2       | Q3         | Start |
| ------------------------------------------------------------------------- | ---------------- | -------------------- | -------- | -------- | ---------- | ----- |
| 01                                                                        | Lewis Hamilton   | Mercedes             | 1:12,218 | 1:09,062 | 1:08,455   | 01    |
| 02                                                                        | Nico Rosberg     | Mercedes             | 1:10,976 | 1:08,634 | 1:08,655   | 02    |
| 03                                                                        | Sebastian Vettel | Ferrari              | 1:11,184 | 1:09,392 | 1:08,810   | 03    |
| 04                                                                        | Felipe Massa     | Williams-Mercedes    | 1:11,830 | 1:09,719 | 1:09,192   | 04    |
| 05                                                                        | Nico Hülkenberg  | Force India-Mercedes | 1:11,319 | 1:09,604 | 1:09,278   | 05    |
| 06                                                                        | Valtteri Bottas  | Williams-Mercedes    | 1:11,894 | 1:09,598 | 1:09,319   | 06    |
| 07                                                                        | Max Verstappen   | Toro Rosso-Renault   | 1:11,307 | 1:09,631 | 1:09,612   | 07    |
| 08                                                                        | Daniil Kwjat     | Red Bull-Renault     | 1:12,092 | 1:10,187 | 1:09,694   | 15    |
| 09                                                                        | Felipe Nasr      | Sauber-Ferrari       | 1:12,001 | 1:09,652 | 1:09,713   | 08    |
| 10                                                                        | Romain Grosjean  | Lotus-Mercedes       | 1:11,821 | 1:09,920 | keine Zeit | 09    |
| 11                                                                        | Pastor Maldonado | Lotus-Mercedes       | 1:11,661 | 1:10,374 | –          | 10    |
| 12                                                                        | Marcus Ericsson  | Sauber-Ferrari       | 1:12,388 | 1:10,426 | –          | 11    |
| 13                                                                        | Carlos Sainz jr. | Toro Rosso-Renault   | 1:11,158 | 1:10,465 | –          | 12    |
| 14                                                                        | Daniel Ricciardo | Red Bull-Renault     | 1:11,973 | 1:10,482 | –          | 18    |
| 15                                                                        | Fernando Alonso  | McLaren-Honda        | 1:12,508 | 1:10,736 | –          | 19    |
| 16                                                                        | Sergio Pérez     | Force India-Mercedes | 1:12,522 | –        | –          | 13    |
| 17                                                                        | Jenson Button    | McLaren-Honda        | 1:12,632 | –        | –          | 20    |
| 18                                                                        | Kimi Räikkönen   | Ferrari              | 1:12,867 | –        | –          | 14    |
| 19                                                                        | Roberto Merhi    | Marussia-Ferrari     | 1:14,071 | –        | –          | 16    |
| 20                                                                        | Will Stevens     | Marussia-Ferrari     | 1:15,368 | –        | –          | 17    |
| 107-Prozent-Zeit: 1:15,944 min (bezogen auf Q1-Bestzeit von 1:10,976 min) |                  |                      |          |          |            |       |

Anmerkungen
1. ↑  Kwjat wurde wegen der Verwendung des fünften Verbrennungsmotors um zehn Startpositionen nach hinten versetzt.
2. ↑  Ricciardo wurde wegen der Verwendung des fünften Verbrennungsmotors um zehn Startpositionen nach hinten versetzt. Da die Rückversetzung nicht vollständig erfolgen konnte, wurde der Rest in eine Fünf-Sekunden-Strafe umgewandelt.
3. ↑  Alonso wurde wegen der Verwendung des fünften Verbrennungsmotors, des fünften Turboladers, der fünften MGU-H und eines vorzeitigen Getriebewechsels um 25 Startpositionen nach hinten versetzt. Da die Rückversetzung nicht vollständig erfolgen konnte, wurde der Rest in eine Durchfahrtstrafe umgewandelt.
4. ↑  Button wurde wegen der Verwendung des fünften Verbrennungsmotors, der fünften MGU-K sowie des sechsten Turbolader und der sechsten MGU-H um 25 Startpositionen nach hinten versetzt. Da die Rückversetzung nicht vollständig erfolgen konnte, wurde der Rest in eine Stop-and-Go-Strafe von zehn Sekunden umgewandelt.

### Rennen
| Pos. | Fahrer           | Konstrukteur         | Runden | Stopps | Zeit        | Start | Schnellste Runde |
| ---- | ---------------- | -------------------- | ------ | ------ | ----------- | ----- | ---------------- |
| 01   | Nico Rosberg     | Mercedes             | 71     | 1      | 1:30:16,930 | 02    | 1:11,235 (35.)   |
| 02   | Lewis Hamilton   | Mercedes             | 71     | 1      | + 8,800     | 01    | 1:11,475 (60.)   |
| 03   | Felipe Massa     | Williams-Mercedes    | 71     | 1      | + 17,573    | 04    | 1:11,613 (58.)   |
| 04   | Sebastian Vettel | Ferrari              | 71     | 1      | + 18,181    | 03    | 1:11,499 (44.)   |
| 05   | Valtteri Bottas  | Williams-Mercedes    | 71     | 1      | + 53,604    | 06    | 1:12,248 (52.)   |
| 06   | Nico Hülkenberg  | Force India-Mercedes | 71     | 1      | + 1:04,075  | 05    | 1:12,541 (74.)   |
| 07   | Pastor Maldonado | Lotus-Mercedes       | 70     | 1      | + 1 Runde   | 10    | 1:11,785 (58.)   |
| 08   | Max Verstappen   | Toro Rosso-Renault   | 70     | 1      | + 1 Runde   | 07    | 1:12,349 (64.)   |
| 09   | Sergio Pérez     | Force India-Mercedes | 70     | 1      | + 1 Runde   | 13    | 1:12,377 (58.)   |
| 10   | Daniel Ricciardo | Red Bull-Renault     | 70     | 1      | + 1 Runde   | 18    | 1:11,689 (69.)   |
| 11   | Felipe Nasr      | Sauber-Ferrari       | 70     | 1      | + 1 Runde   | 08    | 1:13,050 (57.)   |
| 12   | Daniil Kwjat     | Red Bull-Renault     | 70     | 2      | + 1 Runde   | 15    | 1:12,316 (54.)   |
| 13   | Marcus Ericsson  | Sauber-Ferrari       | 69     | 3      | + 2 Runden  | 11    | 1:12,516 (56.)   |
| 14   | Roberto Merhi    | Marussia-Ferrari     | 68     | 1      | + 3 Runden  | 16    | 1:14,939 (58.)   |
| –    | Romain Grosjean  | Lotus-Mercedes       | 35     | 1      | DNF         | 09    | 1:12,881 (34.)   |
| –    | Carlos Sainz jr. | Toro Rosso-Renault   | 35     | 1      | DNF         | 12    | 1:13,234 (28.)   |
| –    | Jenson Button    | McLaren-Honda        | 8      | 2      | DNF         | 20    | 1:52,205 (05.)   |
| –    | Will Stevens     | Marussia-Ferrari     | 1      | 0      | DNF         | 17    | –                |
| –    | Kimi Räikkönen   | Ferrari              | 0      | 0      | DNF         | 14    | –                |
| –    | Fernando Alonso  | McLaren-Honda        | 0      | 0      | DNF         | 19    | –                |

Anmerkungen
1. ↑  Hamilton erhielt eine Fünf-Sekunden-Strafe, da er die weiße Linie am Ausgang der Boxengasse überfahren hatte.
2. ↑  Sainz jr. erhielt eine Fünf-Sekunden-Strafe, da er in der Boxengasse zu schnell gefahren war.

## WM-Stände nach dem Rennen
Die ersten zehn des Rennens bekamen 25, 18, 15, 12, 10, 8, 6, 4, 2 bzw. 1 Punkt(e).

### Fahrerwertung
| Pos. | Fahrer           | Konstrukteur         | Punkte |
| ---- | ---------------- | -------------------- | ------ |
| 01   | Lewis Hamilton   | Mercedes             | 169    |
| 02   | Nico Rosberg     | Mercedes             | 159    |
| 03   | Sebastian Vettel | Ferrari              | 120    |
| 04   | Kimi Räikkönen   | Ferrari              | 72     |
| 05   | Valtteri Bottas  | Williams-Mercedes    | 67     |
| 06   | Felipe Massa     | Williams-Mercedes    | 62     |
| 07   | Daniel Ricciardo | Red Bull-Renault     | 36     |
| 08   | Daniil Kwjat     | Red Bull-Renault     | 19     |
| 09   | Nico Hülkenberg  | Force India-Mercedes | 18     |
| 10   | Romain Grosjean  | Lotus-Mercedes       | 17     |
| 11   | Felipe Nasr      | Sauber-Ferrari       | 16     |

| Pos. | Fahrer           | Konstrukteur         | Punkte |
| ---- | ---------------- | -------------------- | ------ |
| 12   | Sergio Pérez     | Force India-Mercedes | 13     |
| 13   | Pastor Maldonado | Lotus-Mercedes       | 12     |
| 14   | Max Verstappen   | Toro Rosso-Renault   | 10     |
| 15   | Carlos Sainz jr. | Toro Rosso-Renault   | 9      |
| 16   | Marcus Ericsson  | Sauber-Ferrari       | 5      |
| 17   | Jenson Button    | McLaren-Honda        | 4      |
| 18   | Fernando Alonso  | McLaren-Honda        | 0      |
| 19   | Roberto Merhi    | Marussia-Ferrari     | 0      |
| 20   | Will Stevens     | Marussia-Ferrari     | 0      |
| –    | Kevin Magnussen  | McLaren-Honda        | 0      |

### Konstrukteurswertung
| Pos. | Konstrukteur         | Punkte |
| ---- | -------------------- | ------ |
| 1    | Mercedes             | 328    |
| 2    | Ferrari              | 192    |
| 3    | Williams-Mercedes    | 129    |
| 4    | Red Bull-Renault     | 55     |
| 5    | Force India-Mercedes | 31     |

| Pos. | Konstrukteur       | Punkte |
| ---- | ------------------ | ------ |
| 06   | Lotus-Mercedes     | 29     |
| 07   | Sauber-Ferrari     | 21     |
| 08   | Toro Rosso-Renault | 19     |
| 09   | McLaren-Honda      | 4      |
| 10   | Marussia-Ferrari   | 0      |